# Lamahi
Lamahi (Nepali लमही) ist eine Stadt (Munizipalität) im Südwesten von Nepal im Distrikt Dang Deukhuri. 
Die Stadt entstand 2014 durch Zusammenlegung der Village Development Committees Chaulahi und Sonpur. 
Lamahi liegt oberhalb der Einmündung des Arun Khola in den Rapti im Inneren Terai. 
Das Stadtgebiet umfasst 104,4 km².
Die Fernstraße Mahendra Rajmarg verläuft durch Lamahi.

## Einwohner
Bei der Volkszählung 2011 hatten die VDCs, aus welchen die Stadt Lamahi entstand, 34.285 Einwohner (davon 16.445 männlich) in 6931 Haushalten.